# Marquesado de Villafiel
El marquesado de Villafiel es un título nobiliario español creado el 7 de agosto de 1665 por el rey Felipe IV en favor de Fernando Carrillo Manuel y Muñiz de Godoy,caballero de la Orden de Santiago.
La denominación se refiere al municipio de Villamiel de Toledo, antes llamada Villafiel.
Este título fue rehabilitado en 1888 por el rey Alfonso XIII en favor de María del Patrocinio Patiño y Mesa.

## Marqueses de Villafiel
|                                 | Titular                                                  | Periodo                |
| Creación por Felipe IV          | Creación por Felipe IV                                   | Creación por Felipe IV |
| ------------------------------- | -------------------------------------------------------- | ---------------------- |
| I                               | Fernando Carrillo Manuel y Muñiz de Godoy                | 1665-1683              |
| II                              | Pedro Carrillo Muñiz de Godoy                            | 1683-¿?                |
| III                             | María Elvira Jofre de Loaysa Chumacero y Carrillo        | ¿?-¿?                  |
| IV                              | María Isabel de Silva Chumacero Carrillo Messía y Loaysa | ¿?-¿?                  |
| V                               | Joaquín José de Luján y Nieto de Silva                   | ¿?-¿?                  |
| VI                              | Fernando Pablo Mariño de Lobeira y Nieto de Silva        | ¿?-1769                |
| VII                             | María del Rosario Mariño de Lobera y Pardo de Figueroa   | 1769-¿?                |
| VIII                            | Ramón Fernando Patiño y Mariño de Lobera                 | ¿?-1817                |
| IX                              | Ramón Rufino Patiño Pérez de Osorio                      | 1817-1833              |
| X                               | Luis Patiño y Ramírez de Arellano                        | 1833-1848              |
| Rehabilitación por Alfonso XIII |                                                          |                        |
| XI                              | María del Patrocinio Patiño y Mesa                       | 1888-1955              |
| XII                             | Luis Patiño y Covarrubias                                | 1955-1981              |
| XIII                            | Lucía Patiño y Muguiro                                   | 1981-presente          |

## Historia de los marqueses de Villafiel
- Fernando Carrillo Manuel y Muñiz de Godoy (Córdoba, 1648-1683),[3] I marqués de Villafiel, gobernador de Málaga, miembro del Consejo de Guerra, comendador de Almendralejo en la Orden de Santiago, y gentilhombre de cámara de Juan José de Austria.[4]  Era hijo de Alonso Carrillo Muñiz de Godoy —hijo a su vez, de Fernando Carrillo Muñiz de Godoy y Valenzuela—, y de su esposa Luisa Manuel y Guzmán.[5]

Casó con Teresa Fernández de Velasco y Velasco, que antes había casado con Juan Fernando de Pizarro y Orellana, I marqués de la Conquista. Sin descendencia, sucedió su hermano:
- Pedro Carrillo Muñiz de Godoy, II marqués de Villafiel.[7] Sucedió su sobrina nieta:

- María Elvira Jofre de Loaysa Chumacero y Carrillo (baut. Granada, 27 de diciembre de 1653), III marquesa de Villafiel,[8] III condesa del Arco, III condesa de Guaro, III vizcondesa de Alba de Tajo señora de Villanueva Mesía y de La Higueruela,[8] hija de Tomás Manuel Jofre de Loaysa y Mesía, II conde del Arco —hijo de Alonso Mesía de Loaysa, I conde del Arco, y de Elvira Carrillo y Muñiz de Godoy, hermana del padre del primer marqués de Villafiel—,[5] y de Juana Chumacero y Carrillo, hija de Juan Chumacero, presidente de Castilla y I conde Guaro, y de su esposa Francisca de Salcedo Calderón[9]

Se casó en primeras nupcias, por poderes en Granada el 11 de junio de 1676, siendo su tercera esposa, con Félix Nieto de Silva (baut. Ciudad Rodrigo, 19 de julio de 1635-Orán, 11 de febrero de 1691), I marqués de Tenebrón, maestre de Campo, gobernador de Cádiz, miembro del Consejo de S.M. caballero de la Orden de Alcántara, gobernador de las Islas Canarias, hijo de Félix Nieto de Silva y de su segunda esposa, Isabel de Sáa. Después de enviudar, contrajo un segundo matrimonio el 10 de marzo de 1694 con Francisco Ronquillo Briceño, caballero de la Orden de Caltrava, corregidor de Madrid y viudo de Petronila Giménez de Murillo. Le sucedió su hija del primer matrimonio:
- María Isabel de Silva Chumacero Carrillo Messía y Loaysa, IV marquesa de Peñafiel,[12] V condesa del Arco,[13][14]

Casó en primeras nupcias el 16 de junio de 1700 con Tomás Arias Pacheco (también llamado Tomás Pacheco Téllez-Girón y Mendoza), gobernador y capitán general de Guipúzcoa y comendador de Montiel y la Osa en la Orden de Santiago, sin descendencia. Se casó en segundas con José de Luján Robles Guzmán Silva Toledo y Vicentelo, II conde de Castroponce. Contrajo un tercer matrimonio el 15 de agosto de 1709, en Madrid, con Fernando Mariño de Lobera y Quirós, II marqués de la Sierra. Le sucedió su hijo de su segundo matrimonio:
- Joaquín José de Luján y Nieto de Silva, V marqués de Villafiel,[15] VI conde del Arco,[16] III conde de Castroponce, VI conde de Guaro, VIII señor de Villanueva de Messía, señor de Aldea de Alva de Balazote y de la Higueruela.[17]

Casó en primeras nupcias con Isabel Sarmiento de los Cobos y Bolaños, sin descendencia, y en segundas, el 24 de enero de 1748, en Madrid, con Mariana Belvís de Moncada e Ibáñez de Segovia Mendoza (m. Madrid, 7 de febrero de 1789). Le sucedió su medio hermano, hijo del tercer matrimonio de su madre:
- Fernando Pablo Mariño de Lobeira y Nieto de Silva (Palencia, 8 de marzo de 1712-1769) VI marqués de Villafiel, marqués de la Sierra,[19] VII conde de Guaro, III vizconde de Albeos, señor de Arco, etc.[14]

Casó el 5 de septiembre de 1732, en Betanzos, con Micaela Pardo de Figueroa (n. Betanzos, 17 de mayo de 1710). Sucedió su hija:
- María del Rosario Mariño de Lobera y Pardo de Figueroa (n. Pontevedra, 14 de noviembre de 1734),[14] VII marquesa de Villafiel, IV marquesa de la Sierra, VIII condesa de Guaro y VIII condesa del Arco.

Se casó el 5 de diciembre de 1751 con Antonio Patiño y Castro, hijo de Lucas Fernando Patiño Attendolo Bolognini, II marqués de Castelar, y de su esposa, María Josefa de Castro Rodríguez de Ledesma. Le sucedió su hijo:
- Ramón Fernando Patiño y Mariño de Lobera (Zaragoza, 25 de junio de 1753-Málaga, 9 de enero de 1817), VIII marqués de Villafiel,[21] IX conde del Arco,[21] III marqués de Castelar, grande de España, en sucesión de su abuelo,[20] V marqués de la Sierra, IX conde de Guaro, XI señor de Villanueva de Messía[21] y gran Cruz de Carlos III en 1794.[22][20]

Casó el 20 de marzo de 1774, en Madrid, con Teresa Osorio y Spínola de la Cueva. Le sucedió su hijo:
- Ramón Rufino Patiño Pérez de Osorio (Madrid, 16 de noviembre de 1776-7 de octubre de 1833), IX marqués de Peñafiel,[23] X conde de Guaro,[23] IV marqués de Castelar grande de España,[20] X conde del Arco,[23] VI marqués de la Sierra,[23] IV señor y conde de Belveder, señor de Villanueva de San Juan, adelantado mayor de Andalucía, alférez mayor de Valencia de Alcántara, caballero de la Orden de San Fernando, etc.[23]

Se casó en Madrid el 5 de enero de 1799 con María de los Dolores Ramírez de Arellano y Olivares, III marquesa de Villacastel de Carriás y dama de honor y de la Orden de María Luisa. Le sucedió su hijo:
- Luis Patiño y Ramírez de Arellano (Madrid, 19 de agosto de 1802-Madrid, 10 de marzo de 1848), X marqués de Villafiel,[23] XI conde del Arco,[23] V marqués de Castelar, grande de España,[20] VII marqués de la Sierra, XI conde de Guaro,  XIII y último señor de Villanueva de Messía.[23]

Se casó con su tía, María del Patrocinio Osorio y Zayas. Ni su hijo Nicolás Patiño y Osorio ni el hijo de este, Luis María Patiño y Mesa solicitaron los derechos sobre el marquesado de Villafiel o el condado del Arco.
Rehabilitado en 1888 por
- María del Patrocinio Patiño y Mesa (Madrid, 21 de mayo de 1865-Madrid, 1 de marzo de 1955[25]), XI marquesa de Villafiel,[26] dama de la reina Victoria, noble de la Orden de María Luisa y de la Real Maestranza de Caballería de Zaragoza.[26]

Casó en Madrid el 28 de mayo de 1884 con José María Jordán de Urríes y Ruiz de Arana (n. Zaragoza, 21 de junio de 1851), VII marqués de San Vicente, I marqués de Velilla de Ebro, VIII marqués de Villafranca de Ebro (de 1878 a 1891, en que fue desposeído),  XV barón de la Peña (rehabilitado en 1921), gentilhombre grande de España con ejercicio y servidumbre del rey Alfonso XIII. Le sucedió su sobrino:
- Luis Patiño y Covarrubias (m. 5 de diciembre de 1985), XII marqués de Villafiel,[28][29] XV conde de Guaro, VIII marqués del Castelar, XI marqués de la Sierra.

Se casó con María del Pino Muguiro y Liniers. Le sucedió su hija:
- Lucía Patiño y Muguiro (n. Madrid, 22 de abril de 1957), XIII marquesa de Villafiel.[28][30]

Casó con Rafael de Lacy y Fortuny.